# Octomeria chamaeleptotes
Octomeria chamaeleptotes é  uma espécie de orquídea (Orchidaceae) originária do Brasil, endêmica também na província de  Misiones Argentina.